# Liste des guerres de la Tchéquie
Cette liste regroupe les guerres et conflits ayant vu la participation de la Tchéquie. Voici une légende facilitant la lecture de l'issue des guerres ci-dessous :
- Victoire tchèque
- Défaite tchèque
- Autre résultat (par exemple un traité ou une paix sans un résultat clair, un statu quo ante bellum, un résultat inconnu ou indécis)
- Conflit en cours

## Tchécoslovaquie
| Début             | Fin              | Nom du conflit                                          | Belligérants | Belligérants                                                 | Lieu                                                     | Issue                             |
| Début             | Fin              | Nom du conflit                                          | Alliés (y compris la République tchèque) | Ennemis                                                      | Lieu                                                     | Issue                             |
| ----------------- | ---------------- | ------------------------------------------------------- | --- | ------------------------------------------------------------ | -------------------------------------------------------- | --------------------------------- |
| 23 janvier 1919   | 30 janvier 1919  | Guerre polono-tchécoslovaque                            | Première république tchécoslovaque | Pologne                                                      | Silésie                                                  | Indécise                          |
| 12 septembre 1938 | octobre 1938     | Insurrection allemande des Sudètes                      | Première république tchécoslovaque | Reich allemand Parti allemand des Sudètes                    | Sudètes                                                  | Soulèvement partiellement réprimé |
| 13 mars 1939      | 18 mars 1939     | Invasion hongroise de l'Ukraine subcarpathique (en)     | Deuxième république tchécoslovaque Ukraine subcarpathique | Royaume de Hongrie Reich allemand                            | Ruthénie-subcarpathique                                  | Victoire hongroise                |
| 29 août 1944      | 28 octobre 1944  | Soulèvement national slovaque                           | 1re armée tchécoslovaque | Reich allemand République slovaque                           | Slovaquie                                                | Victoire germano-slovaque         |
| 10 mars 1953      | 10 mars 1953     | Bataille aérienne de Merklín                            | Troisième république tchécoslovaque | États-Unis                                                   | Tchécoslovaquie                                          | Victoire tchécoslovaque           |
| 20 août 1968      | 21 août 1968     | Invasion de la Tchécoslovaquie par le pacte de Varsovie | Quatrième république tchécoslovaque | Union soviétique Bulgarie Allemagne de l'Est Hongrie Pologne | Tchécoslovaquie                                          | Victoire du Pacte de Varsovie     |
| 17 novembre 1989  | 29 décembre 1989 | Révolution de Velours                                   | Quatrième république tchécoslovaque | Révolutionnaire tchécoslovaque États-Unis                    | Tchécoslovaquie                                          | Fin du régime communiste          |
| 2 août 1990       | 28 février 1991  | Guerre du Golfe                                         | États-Unis Koweït Arabie saoudite Turquie Royaume-Uni France Égypte Émirats arabes unis Oman Syrie Maroc Pakistan Bangladesh Canada Italie Nigeria Argentine Niger Australie Espagne Sénégal Belgique Pays-Bas Grèce Corée du Sud Portugal Nouvelle-Zélande Hongrie Tchécoslovaquie Allemagne Pologne Japon | Irak                                                         | Irak, Koweït, Arabie saoudite, Israël et golfe Persique. | Victoire de la coalition          |

## République tchèque
| Début          | Fin          | Nom du conflit       | Belligérants | Belligérants | Lieu        | Issue                                                    |
| Début          | Fin          | Nom du conflit       | Alliés (y compris la République tchèque) | Ennemis | Lieu        | Issue                                                    |
| -------------- | ------------ | -------------------- | --- | --- | ----------- | -------------------------------------------------------- |
| 6 mars 1998    | 10 juin 1999 | Guerre du Kosovo     | Armée de libération du Kosovo OTAN : Allemagne Belgique Canada Espagne États-Unis Tchéquie Danemark France Italie Luxembourg Norvège Pays-Bas Portugal Royaume-Uni Turquie                                               | RF Yougoslavie | Kosovo      | Résolution 1244 du Conseil de sécurité des Nations unies |
| 7 octobre 2001 | –            | Guerre d’Afghanistan | Afghanistan FIAS : Albanie Allemagne Australie Belgique Canada Croatie Danemark Espagne États-Unis France Italie Lituanie Norvège Nouvelle-Zélande Pakistan Pologne Portugal Tchéquie Roumanie Royaume-Uni Suède Turquie | Taliban Réseau Haqqani Al-Qaïda Mouvement islamique d'Ouzbékistan Hezb-e-Islami Gulbuddin Lashkar-e-Toiba Jaish-e-Mohammed Hizbul Mujahideen (en) Tehrik-e-Taliban Pakistan | Afghanistan | en cours                                                 |